# Dendrophorbium pellucidinerve
Dendrophorbium pellucidinerve là một loài thực vật có hoa trong họ Cúc. Loài này được (Sch.Bip. ex Baker) C.Jeffrey mô tả khoa học đầu tiên năm 1992.